# 881
Năm 881 là một năm trong lịch Julius.